# Trockene Luft
In der Meteorologie und der Thermodynamik bezeichnet trockene Luft vollkommen wasserfreie Luft. Trockene Luft ist der Grenzfall zu feuchter Luft und stellt im Mollier h-x-Diagramm den linken Rand mit {\displaystyle x=0} (x ist der Feuchtegrad) und der höchsten Dichte bei gegebener Temperatur dar.
Die trockene Luft wird in der theoretischen Meteorologie beispielsweise für die Formulierung der virtuellen Temperatur genutzt. 
Trockene Luft auf Meereshöhe hat im globalen Mittel eine molare Masse von derzeit rund 28,96 g/mol. Der Wert der Standardatmosphäre ist mit 28,9644 g/mol definiert.

## Trivia
Umgangssprachlich bezeichnet trockene Luft Luft mit einer vergleichsweise geringen relativen Feuchte. Durch den geringen Wasserdampf-Partialdruck in der Luft wird die Austrocknung von Schleimhäuten, Augen und der Hautoberfläche beschleunigt.